# بهلة
بهلة هي قرية في مقاطعة أرومية، إيران. يقدر عدد سكانها بـ 683 نسمة بحسب إحصاء 2016.